# Ferêncio
Ferêncio (em latim: Ferentium) era uma cidade da antiga Etrúria, situado perto da moderna cidade de Viterbo, na parte norte da província Romana da Lácio, agora na moderna Lácio. A cidade também era conhecido como Ferentino (Ferentinum), Ferento (Ferentum) ou Ferência (Ferentia), e não deve ser confundido com a antiga Ferentino, que está no sul do Lácio.

## História
Ferêncio tinha uma antecessora Etrusca na moderna Acquarossa, como demonstrado pela presença de uma necrópole. No período Romano, a cidade era um município da tribo Stellatina e parte da província da Itália. Várias famosas famílias vieram da cidade, incluindo o imperador Otão e Flavia Domitila, a esposa do imperador Vespasiano, ou ela ou sua filha de nome idêntico foi adorada como diva Domitila.
Em 1172 Ferêncio foi conquistada e incorporada, a cidade vizinha de Viterbo.

## Outros Projetos
- Media relacionados com Ferêncio no Wikimedia Commons